# Mindhunter (serial)
Mindhunter este un serial american, aparținând genului drama de televiziune web, creat de Joe Penhall, bazat pe cartea Mindhunter: în Interiorul FBI-ului Elite Serial Crime Unit scris de John E. Douglas și Mark Olshaker. Seria  îi are ca  producători executivi pe Penhall, David Fincher, și Charlize Theron, printre  alții, și a debutat la nivel mondial pe Netflix pe 13 octombrie 2017. În noiembrie 2017, Mindhunter a fost reînnoit pentru un al doilea sezon.

## Povestea
Acțiunea este stabilită în 1977 – în primele zile de psihologie judiciară și psihologia criminalului de la Biroul Federal de Investigații – Mindhunter se învârte în jurul agenților FBI Holden Ford (Jonathan Groff) și Bill Lin (Holt McCallany), împreună cu psihologul Wendy Carr (Anna Torv), care au pus bazele Unitatii de Științe Comportamentale în Divizia de Formare la Academia FBI în Quantico, Virginia. Ei intervieveaza criminalii în serie închiși, în scopul de a înțelege cum gândesc ei, cu speranța de a aplica aceste cunoștințe pentru a rezolva cazurile în curs de desfășurare.

## Actorii si personajele

### Principali
- Jonathan Groff ca Holden Ford, un agent special în Unitatea de Științe Comportamentale, FBI
- Holt McCallany ca Bill Tench, un agent special în Unitatea de Științe Comportamentale, FBI
- Hannah Brut ca Debbie Mitford, prietena lui Holden și  studentă  absolventă de la Universitatea din Virginia
- Anna Torv ca Wendy Carr, un profesor consfătuitor de psihologie cu postul de titular la Universitatea din Boston
- Cotter Smith ca Shepard, Șef de Unitate la Academia FBI

### Recurenți
- Stacey Roca ca Nancy Tench, soția lui Bill
- Joe Tuttle ca Gregg Smith, un agent special nou repartizat la Unitatea de Științe Comportamentale
- Alex Morf ca Marca Ocasek, un ofițer de poliție din Altoona, Pennsylvania
- Joseph Cross ca Benjamin Barnwright, un suspect de crimă în Altoona
- Marc Kudisch ca Roger Wade, un director de școală elementară în  Fredericksburg
- Michael Park ca Peter Dean, un OPR investigator
- George R. Sheffey ca John Boylen, un anchetator OPR
- Ducele Lafoon ca Gordon Camere, un detectiv în Adairsville
- Peter Murnik ca Roy Carver, un detectiv în Sacramento
- Lena Olin ca Annaliese Stilman, partenera lui Wendy Carr și șeful Departamentului de Psihologie de la Universitatea din Boston
- Cameron Britton ca Ed Kemper, un criminal în serie intervievat de către Ford și Tench
- Sam Greva ca Montie Rissell, un criminal în serie intervievat de către Ford și Tench
- Fericit Anderson ca Jerry Brudos, un criminal în serie intervievat de către Ford și Tench
- Jack Erdie ca Richard Speck, un criminal în masă intervievat de către Ford și Tench
- Sonny Valicenti ca un militar ADT

## Dezvoltare și producție
În februarie 2016, Netflix a anunțat că producția Mindhunter va avea sediul în Pittsburgh, Pennsylvania. Filmările au început în luna Mai 2016, și deschiderea apelurilor de turnare a avut loc pe 16 aprilie și 25 iunie 2016. Serialul a fost reînnoit pentru un al doilea sezon, înainte de premiera sa pe Netflix.
Personajul Holden Ford este bazat pe agentul FBI John E. Douglas, și Bill Tench este bazat pe agentul pionier FBI Robert K. Ressler. Wendy Carr este bazată pe cercetătoarea în medicină legală Ann Wolbert Burgess, un proeminent profesor la Boston College, care a colaborat cu agenți FBI în Unitatea de Științe Comportamentale și le-a procurat acordul pentru a desfășura activități de cercetare pe criminali în serie, violatori și pedofili. Munca ei se bazează pe tratarea supraviețuitorilor de traumă sexuală și abuz, și pe studierea procesul de gândire al oamenilor violenți. În serial personaje au fost modelate pe criminali reali condamnați, iar dialoguri lor au fost luate din interviuri reale. Deși nu în mod explicit, se subînțelege că "Militarul ADT " văzut în mai multe viniete scurte, de-a lungul seriei este Dennis Rader, criminalul BTK.

Muzica este scrisă de Jason Hill.

### Premii
| An   | Premiul             | Categorie                                   | Candidatul(s)                                                                    | Rezultatul   | Ref.   |
| ---- | ------------------- | ------------------------------------------- | -------------------------------------------------------------------------------- | ------------ | ------ |
| 2018 | Dorian Premii       | TV spectacol al Anului – Actor              | Jonathan Groff                                                                   | Nominalizare | [ 21 ] |
| 2018 | Satellite Awards    | Cel mai bun Actor într-o Dramă / Serie      | Jonathan Groff                                                                   | Câștigat     | [ 22 ] |
| 2018 | Satellite Awards    | Cel Mai Bun Serial Dramatic                 | Mindhunter                                                                       | Nominalizare | [ 22 ] |
| 2018 | Saturn Awards       | Cel Mai Bun Serial De Televiziune New Media | Mindhunter                                                                       | În așteptare | [ 23 ] |
| 2018 | USC Scripter Premii | Cel mai bine Adaptat Scenariu TV            | Joe Penhall, Jennifer Haley, John E. Douglas și Mark Olshaker (for "Episode 10") | Nominalizare | [ 24 ] |

## Legături externe
- Site web oficial
- Mindhunter la Internet Movie Database